# Liste öffentlicher Bücherschränke in Österreich
Dieser Artikel enthält öffentliche Bücherschränke in Österreich und erhebt keinen Anspruch auf Vollständigkeit.

## Statistik
Derzeit sind in Österreich 955 öffentliche Bücherschränke erfasst (Stand: 21. August 2025).
In der Liste öffentlicher Bücherschränke in Österreich sind öffentliche Bücherschränke, Bücherboxen und Bücherzellen aller Bundesländer aufgeführt. Ein öffentlicher Bücherschrank ist ein Schrank oder schrankähnlicher Aufbewahrungsort mit Büchern, der dazu dient, Bücher kostenlos, anonym und ohne Formalitäten zum Tausch oder zur Mitnahme anzubieten. In der Regel sind die öffentlichen Bücherschränke an allen Tagen im Jahr frei zugänglich. Ist dies nicht der Fall, ist dies in den Länderlisten in der Spalte Anmerkungen vermerkt. Die Teillisten erheben keinen Anspruch auf Vollständigkeit.
| Listen öffentlicher Bücherschränke nach Bundesland    | Anzahl |
| ----------------------------------------------------- | ------ |
| Liste öffentlicher Bücherschränke im Burgenland       | 17     |
| Liste öffentlicher Bücherschränke in Kärnten          | 33     |
| Liste öffentlicher Bücherschränke in Niederösterreich | 278    |
| Liste öffentlicher Bücherschränke in Oberösterreich   | 243    |
| Liste öffentlicher Bücherschränke im Land Salzburg    | 63     |
| Liste öffentlicher Bücherschränke in der Steiermark   | 192    |
| Liste öffentlicher Bücherschränke in Tirol            | 20     |
| Liste öffentlicher Bücherschränke in Vorarlberg       | 47     |
| Liste öffentlicher Bücherschränke in Wien             | 63     |
| Gesamt                                                | 955    |